# ヒメチョウゲンボウ
ヒメチョウゲンボウ（姫長元坊、Falco naumanni）は、ハヤブサ目ハヤブサ科ハヤブサ属に分類される鳥類。

## 分布
夏季にユーラシア大陸中緯度地方西部で繁殖し、冬季になるとアフリカ大陸中部以南へ南下し越冬する。
日本では迷鳥として、対馬、西表島、与那国島、高知県で記録されている。

## 形態
全長29-32cm。翼開張61-66cm。下面は淡褐色の羽毛で覆われ、黒い斑点が入る。初列風切や次列風切の色彩は黒い。
眼の周囲に黄色い輪模様（アイリング）がある。嘴や上嘴を覆う肉質（蝋膜）の色彩は黄色で、先端は黒い。後肢の色彩は黄色で、爪の色彩は淡黄色や白。
オスの成鳥は上面が青みがかった灰色の羽毛で覆われる。メスの成鳥や幼鳥は上面が赤褐色の羽毛で覆われる。頭部や頸部は黒い縦縞、背中や雨覆、尾羽には黒い横縞が入る。

## 生態
草原や開けた農耕地に生息する。越冬地では群れを形成する。
食性は動物食で、主に昆虫を食べるが小型哺乳類、小型鳥類なども食べる。越冬地では集団で獲物を捕らえる。
崖の岩穴や樹洞、建物などにコロニーを形成し、5-6月に産卵する。卵数は3-5個、抱卵日数は28日。雛は孵化後、26-28日で巣立つ。

## 人間との関係
農薬による獲物の減少や汚染などにより生息数は減少している。1980年代における生息数はスペインで4,200-5,100ペア、ギリシャで約2,000ペア、イタリアで320-400ペア、ルーマニアで120-130ペアなどと推定されている。

## 画像

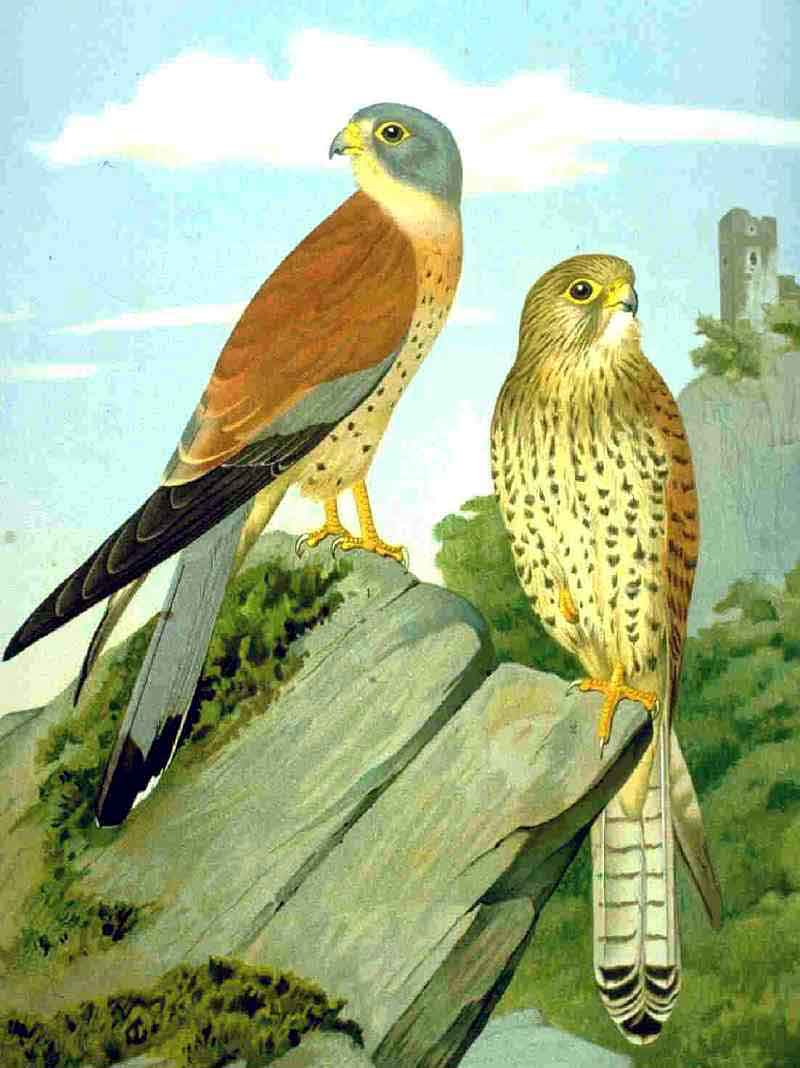
イラスト
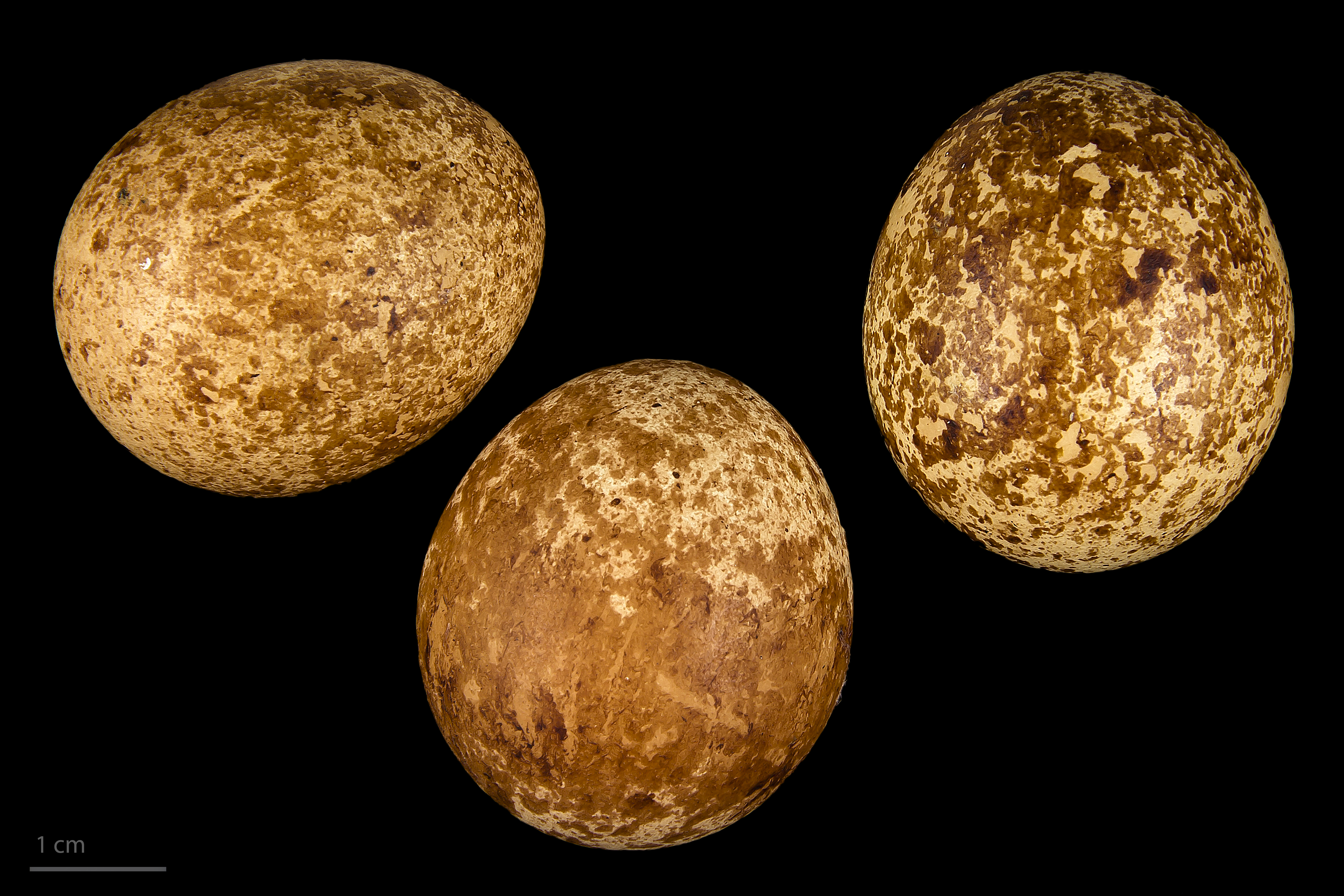
Museum specimen